# 進教之佑主教座堂 (花蓮市)
花蓮進教之佑主教座堂是一間位在臺灣花蓮縣花蓮市美崙地區的天主教教堂，也是天主教花蓮教區的主教座堂。

## 沿革
進教之佑主教座堂建於1958年，是天主教於花東兩縣傳教的重要起點與核心地。
1950年代，一群來自中國大陸與法國巴黎外方傳教會的神父，到臺灣花東地區宣教傳福音，學習原住民語言文化，將天主教信仰融合原民語言，編寫出族語聖經和歌本。
2010 年10月23日，舊主教座堂整修後的花蓮天主教文物館落成，館內保存許多早期珍貴且獨特的宗教文物。

## 外部連結
- 天主教美崙進教之佑主教座堂